# JYJ
JYJ (conhecidos como Junsu/Yoochun/Jaejoong no Japão) é um trio sul-coreano de formado pela C-JeS Entertainment em 2010. Consiste em Xiah JunSu, Micky Yoochun e Hero JaeJoong, todos ex-integrantes do boy-goup TVXQ.
Entraram com uma ação judicial contra a SM Entertainment, alegando que a duração de seus contratos de exclusividade de 13 anos com a agência e a porcentagem de lucros eram exageradas e injustas, o que causou um hiato nas atividades do TVXQ.

## História
O primeiro mini-álbum em japonês, "The…", foi lançado no dia 8 de setembro de 2010 e vendeu 71.733 cópias no primeiro dia, alcançando o topo da parada diária da Oricon.
O primeiro álbum em inglês, "The Beginning", lançado no dia 14 de outubro de 2010, vendeu mais de 520.000 cópias apenas na pré-venda.
O primeiro single Ayyy Girl conta com vocais e produção de Kanye West. O álbum conta também com composições de Rodney “Darkchild” Jerkins nas faixas Empty e Be My Girl.
No dia 17 de julho de 2014, a agência do trio, C-JeS Entertainment, anunciou: “O JYJ irá lançar o seu segundo álbum completo no dia 29 de julho, e também irá começar a promover o álbum, incluindo um showcase e um tour pela Ásia. Neste álbum os membros do JYJ participaram na composição e letra das músicas, foram incluídas as músicas em que eles trabalharam enquanto estavam nos Estados Unidos, e terá um total de 13 faixas.”
A razão pelo nome do álbum ser Just Us foi revelada pelo JYJ, com a seguinte mensagem:“Já faz muito tempo que não voltamos com um novo álbum, então apenas queremos expressar nossos sentimentos verdadeiros, sem nenhuma pressão.”
Também foi revelado que a faixa promocional do álbum será uma canção de R&B, intitulada Back Seat .
E a C-JeS Entertainment adicionou: “Back Seat, foi produzida com a bela harmonia das vozes do trio. Essa música harmônica e bela só foi feita, devido à grande sinergia do JYJ, então estamos muito satisfeitos”
O trio lançou o novo álbum no dia 29 de julho de 2014, e o vídeo para a faixa "Back Seat" foi revelado no dia 28 de julho de 2014.

## Integrantes
| Nome artístico | Nome artístico | Nome de nascimento | Nome de nascimento | Data de nascimento               |
| Romanizado     | Hangul         | Romanizado         | Hangul / Hanja     | Data de nascimento               |
| -------------- | -------------- | ------------------ | ------------------ | -------------------------------- |
| Hero JaeJoong  | 영웅재중       | Kim Jae-joong      | 김재중 / 金在中    | 26 de janeiro de 1986 (39 anos)  |
| Micky Yoochun  | 믹키유천       | Park Yoo-chun      | 박유천 / 朴裕仟    | 4 de junho de 1986 (38 anos)     |
| Xiah JunSu     | 시아준수       | Kim Jun-su         | 김준수 / 金俊秀    | 15 de dezembro de 1986 (38 anos) |

## Discografia

### Álbuns de estúdio
- The Beginning (2010) (álbum em inglês)
- The Anniversary Package of JYJ Worldwide Concert In Seoul (2011)
- In Heaven (2011)
- Just Us (2014)

### EPs
- The... (2010) (álbum japonês)
- Their Rooms "Our Story" (2011) (álbum coreano)
- Wake Me Tonight (2015)  (álbum japonês)

### Álbuns de trilha sonora
- Sungkyunkwan Scandal OST (2010)
- Tears of Heaven OST (English Ver.) (2011)
- Miss Ripley OST (2011)
- Protect the Boss OST (2011)
- Scent of Woman OST (2011)

### Vídeos
- Three Voices (28 de julho de 2010)
- Thanksgiving Live in Dome (8 de setembro de 2010)
- Memories (02 de março de 2011)
- Three Voices II (JYJ 3hree Voices II) (25 de maio de 2011)
- JYJ Worldwide Concert in Seul (23 de dezembro de 2011)
- Come On Over JYJ (2012)

## Turnês
- JYJ A-Nation Concert in OSAKA 2010 (no Japão) (2010)
- Thanksgiving Live in Dome (no Japão) (2010)
- The Beginning Showcase World Tour 2010 (na Ásia e nos Estados Unidos) (2010)
- JYJ World Tour Concert in 2011 (na Ásia e na América do Norte) (2011)
- 2011 JYJ UNFORGETTABLE LIVE CONCERT IN JAPAN (2011)
- JYJ The Return of The King (na Ásia) (2014)
- JYJ 2014 Japan Dome Tour Ichigo Ichie (no Japão) (2014)